# Kolkî, Dubrovîțea
Kolkî (în ucraineană Колки) este localitatea de reședință a comunei Kolkî din raionul Dubrovîțea, regiunea Rivne, Ucraina.

## Demografie
Componența lingvistică a localității Kolkî
     Ucraineană (99,69%)
     Alte limbi (0,31%)
Conform recensământului din 2001, majoritatea populației localității Kolkî era vorbitoare de ucraineană (99,69%), existând în minoritate și vorbitori de alte limbi.